# 张友会
张友会（1928年10月—），男，湖南长沙人，中国肿瘤免疫学家，中国医学科学院肿瘤研究所研究员。中国医学科学院学术咨询委员会学部委员。第八、九届全国政协委员。

## 家庭
父亲张孝骞。哥哥张友尚。